# 陳映影
陳映影（英語：Santis Chan，2000年11月3日—），原名陳濬樺，曾用藝名華哥，香港女藝人，前YouTube頻道「FHProductionHK」幕前成員。現已解除合約為自由身藝人。2024年改名為「陳映影」。

## 簡歷
陳映影幼時住將軍澳，於基督教宣道會宣基中學畢業，後升讀香港大學文學院，修讀環球創意產業及法文課程。2021年初「熊仔頭」為其作品《第三者故事》招募演員試鏡，陳映影主動拍攝自薦片段，後選用她為女主角。
2022年初轉為自由身藝人，主力經營自身Instagram及YouTube頻道，並拍攝多部電影劇。
2023年1月1日，「熊仔頭」於「FHProductionHK」頻道稱為追求點擊承認於影片中詆毀Santis及張天賦偷情 。2023年2月，Santis與鄧麗欣、東方昇及劉朝健，為慈善機構點滴是生命遠赴柬埔寨拍攝節目，並於2023年4月於ViuTV播映。
2024年，參與袁綺雯及陳郁憲的戲劇訓練班，並完成 Level 2 演藝課程，以及參與特技俠武打訓練班。同年，參與ViuTV選秀節目選角並晉級至24強。

## 演出

### MV
- 張敬軒 - 重頭開始
- 張天賦 - 反對無效
- Novel Friday ft. Teriver Cheung - 小鹿亂撞
- 洪助昇 - 你不是我的岸
- Vũ - Nếu Những Tiếc Nuối
- FEniX - 千禧飲茶
- 胡學軒 - 貓犬系戀愛須知

### 電視劇

#### 香港電台
| 年份   | 名稱                                           | 角色 | 性質       |
| ------ | ---------------------------------------------- | ---- | ---------- |
| 2023年 | 《獅子山下》：《我們之間（第二季）》之《步兵》 | May  | 單元女主角 |
| 2024年 | 凝聚香港 - 時光「女」行 - 死                   | 曉君 | 單元女主角 |

#### ViuTV
| 年份   | 名稱         | 角色  | 性質 |
| ------ | ------------ | ----- | ---- |
| 2023年 | 《和解在後》 | Macy  |      |
| 2023年 | 《冰上火花》 | Penny |      |

### 電視節目

#### ViuTV
| 年份   | 名稱             | 角色     | 性質   |
| ------ | ---------------- | -------- | ------ |
| 2023年 | 《調教點滴大使》 | 點滴大使 |        |
| 2023年 | 《大學關鍵詞》   |          | 主持   |
| 2024年 | 《選角》         |          | 參賽者 |

## 外部連結
- 陳映影的Instagram帳戶